# Mackay
Mackay (IPA: [məˈkaɪ]) Ausztrália Queensland államának egyik városa, mely 900 km-re északra fekszik Brisbane-től a Korall-tenger partján, a Pioneer folyó torkolatánál.

## Történelem
Az egyik első európai James Cook volt, aki 1770. június 1-jén ért partot itt. 1860 januárjában két felfedező, John McCrossin és John Mackay telepedett meg ezen a területen. Az 1860-as években Mackay marhatenyésztő központ lett, majd végül egy kikötő is létesült a tengerparton. 1866-ban egy fehér telepest megölt a helyi bennszülött törzs egyik tagja, majd a rendőrség később elfogta a törzs több tagját (az egyik anya, akit üldöztek, a mélybe vetette magát egy szirtről, aminek a neve most The Leap). 1918-ban egy trópusi ciklon hurrikán erejű szélviharral jelentős károkat okozott Mackay-ben. A halálos áldozatok számát tovább növelte egy kitörő járvány is. 1960. június 10-én egy Fokker típusú repülőgép a Mackay Repülőtértől öt tengeri mérföldre keletre lezuhant. A baleset után vált kötelezővé Ausztráliában a feketedobozok alkalmazása a repülőgépeken.

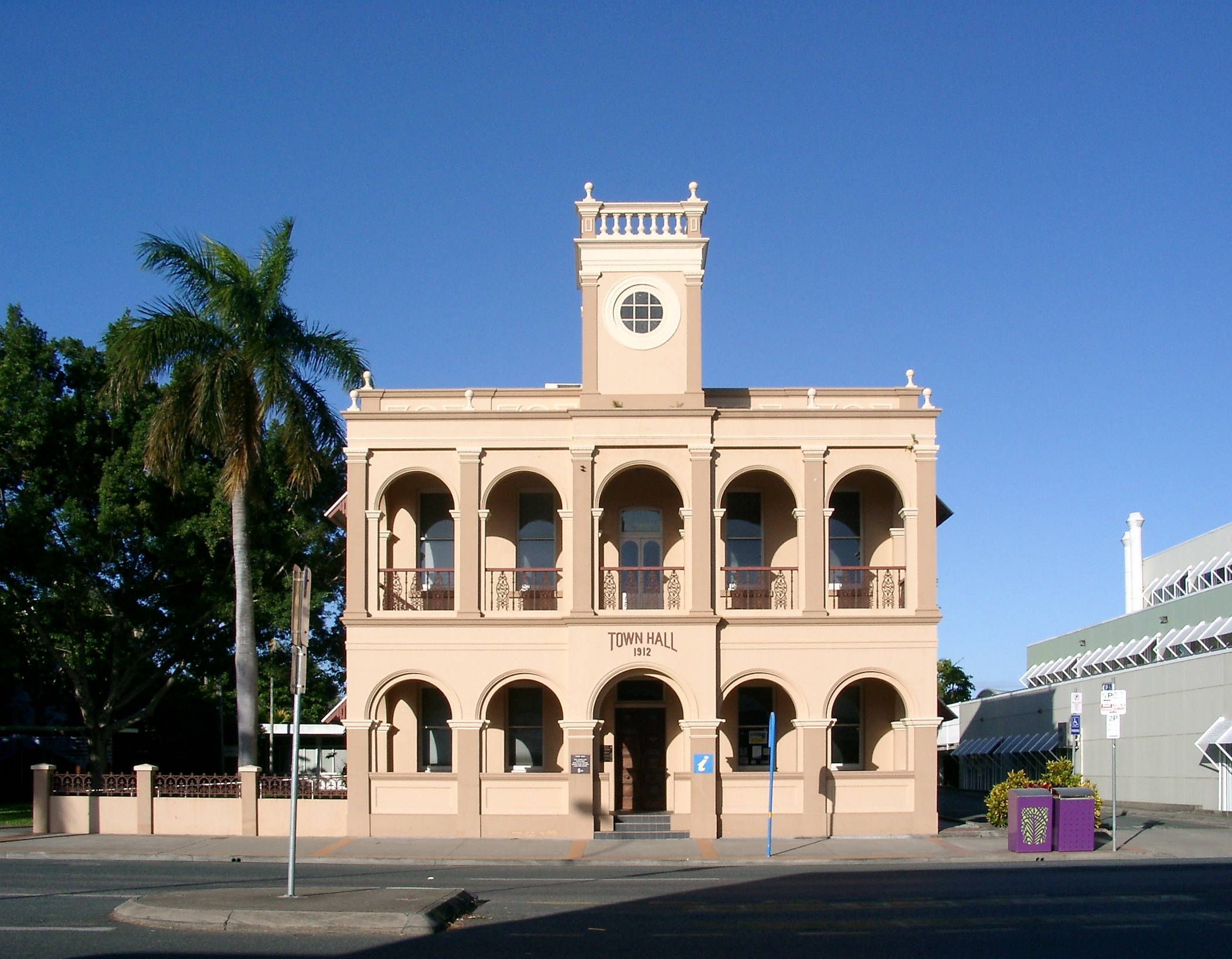
A városháza 1912-ben épült

## Gazdaság
A város egyik fő bevételi forrása a környékbeli szénbányászat. Ezenkívül még jelentős bevételi forrás a kereskedelem és a turizmus. Habár Mackay környékén hatalmas területeken termesztenek cukornádat, a mezőgazdaság a bevételeknek csak 5,9%-át jelenti.

## Turizmus
Mivel Mackayhez közel fekszik az Eungella Nemzeti Park, a Nagy-korallzátony, valamint a Whitsunday-szigetek, jelentős turisztikai központ.
A Mackay Regionális Botanikai Kertet 2003-ban nyitották meg, és itt gyűjtötték össze Közép-Queensland ritka növényeit. A kert a város nyugati részén, a Lagoon Streeten fekszik.

## Politika

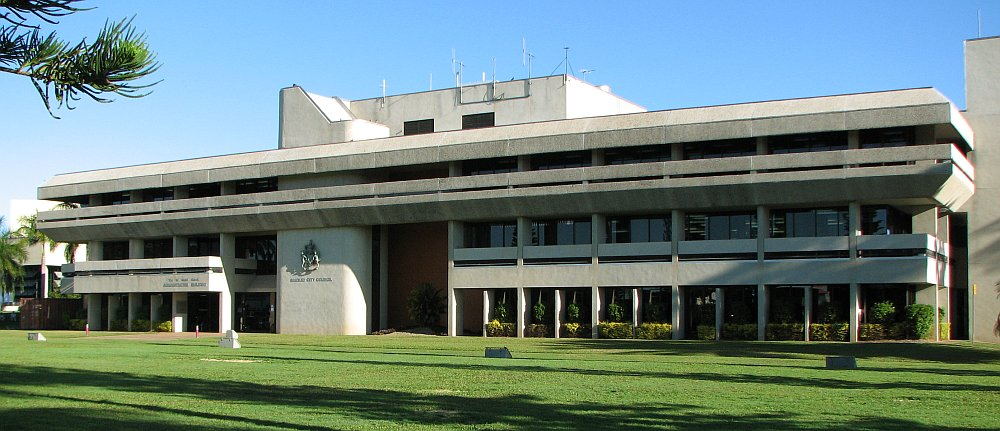
Mackay Városi Tanács épülete

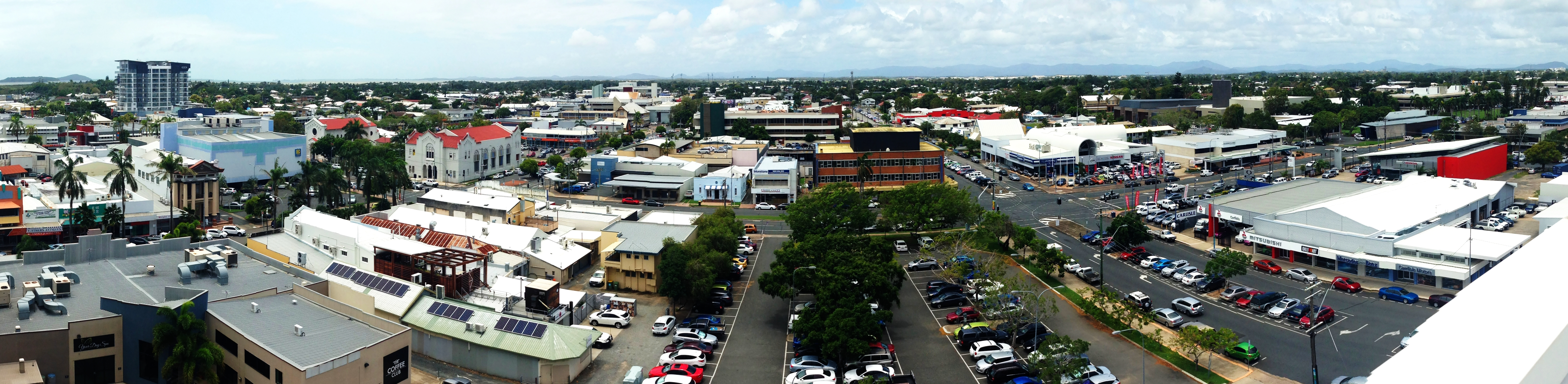
Panoráma

A város irányítását a Mackay Városi Tanács látja el, melyet 1994. április 8-án hoztak létre, és átvette a korábbi Pioneer Megyei Tanács feladatait. A Pioneer Megyei Tanácsot 1880-ban alapították, míg az eredeti Mackay Városi Tanácsot 1869-ben.
A városi tanács a polgármesterből (Julie Boyd), a helyetteséből (Don Rolls) és tíz tanácsosból áll.

## Média
A városban több helyi és regionális rádióadó is működik, melyek közül a jelentősebbek:
- Sea FM (FM 98,7 MHz)
- Hot FM (FM 100,3 MHz)
- ABC Classic FM (FM 97,9 MHz)
- Triple J (FM 99,5 MHz)
- ABC Local Radio Tropical North (FM 101,1 MHz)
- ABC Radio National (FM 102,7 MHz)
- Vision FM (FM 88,0 MHz)

## Testvértelepülések
- Kailua Kona, USA (Hawaii) 1966. január 4.
- Macuura, Japán 1989. július 22.
- Honiara, Salamon-szigetek 1995. július 2.
- Los Mochis, Mexikó 1997. november 2.

## Fordítás
Ez a szócikk részben vagy egészben  a   Mackay, Queensland című angol Wikipédia-szócikk fordításán alapul.  Az eredeti cikk szerkesztőit annak laptörténete sorolja fel. Ez a jelzés csupán a megfogalmazás eredetét és a szerzői jogokat jelzi, nem szolgál a cikkben szereplő információk forrásmegjelöléseként.

## Külső hivatkozások
- Mackay város hivatalos honlapja (angolul)
- A régió honlapja (angolul)
- Mackay Regionális Botanikus Kert (angolul)